# DR Byen

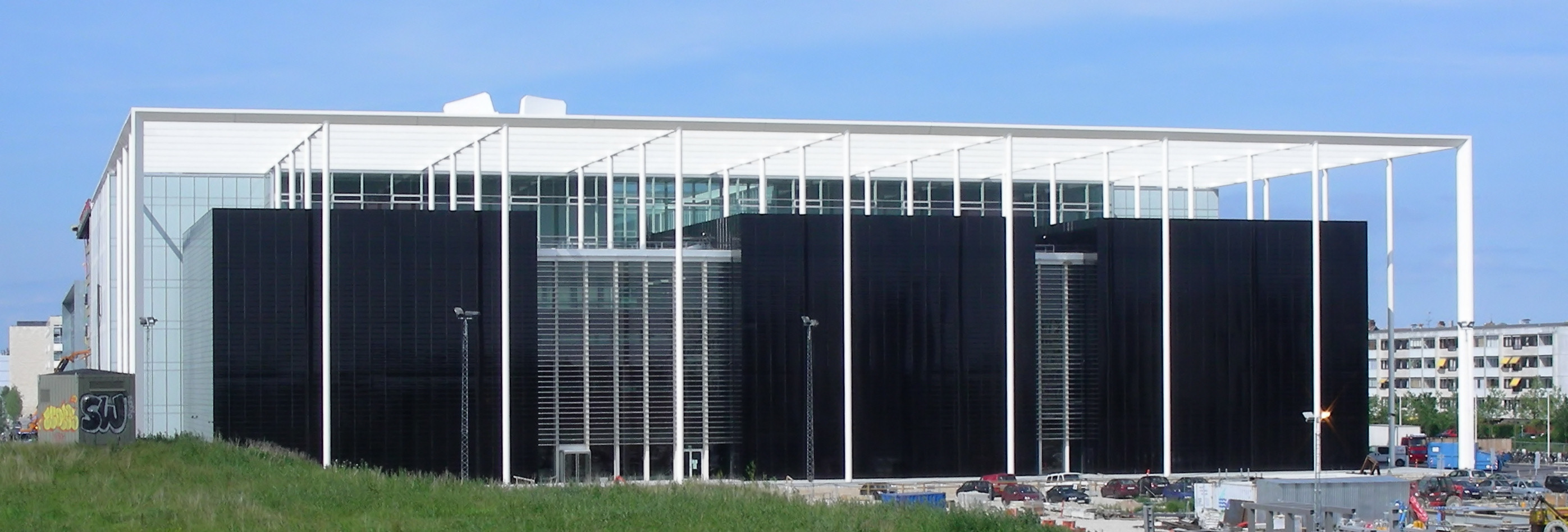
Segment 1 von der Metrostation DR Byen aus gesehen (Juni 2006)

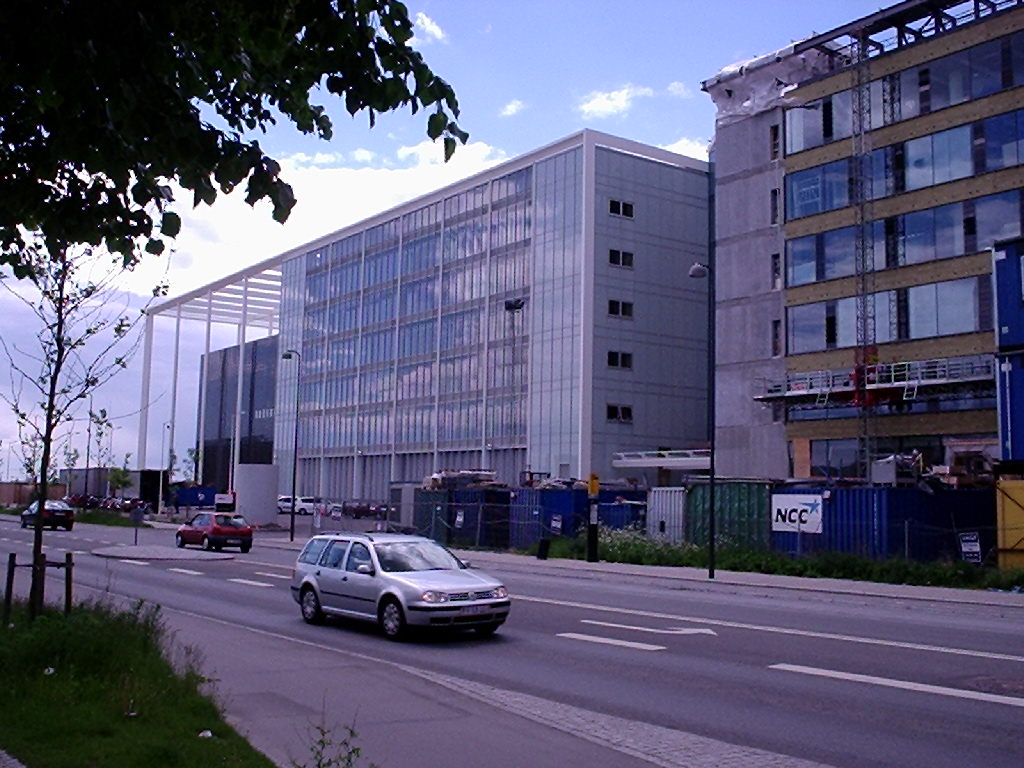
DR Byen im Entstehen

DR Byen (deutsch etwa: „DR-Stadt“) ist ein Gebäudekomplex und der Hauptsitz des staatlichen dänischen Rundfunks Danmarks Radio (DR) im Norden des Kopenhagener Stadtteils Ørestad auf der Insel Amager.
Der Hauptsitz von DR liegt am Emil-Holms-Kanal, der nach dem von 1925 bis 1937 tätigen ersten Direktor benannt wurde. Im Komplex sind alle Kopenhagener Einrichtungen des DR unter einem Dach untergebracht. Nach dem ersten Spatenstich im Jahr 2002 konnten die neuen Gebäude vier Jahre später im Juli 2006 bezogen werden. Alle Arbeitsplätze der DR-Mitarbeiter wurden damals vom Radiohuset in Frederiksberg und der TV-Byen in Søborg in die DR Byen verlagert, die bei ihrer Fertigstellung eines der fortschrittlichsten Multimediahäuser der Welt war. Die DR Byen bietet Raum für digitalisierte Radio-, TV- und Online-Produktionen und ermöglicht durch flexible Einrichtungen eine engere Zusammenarbeit zwischen den früher getrennten Abteilungen.

## Segmente
DR Byen umfasst 124.000 m² Fläche und besteht aus vier transparenten Segmenten, deren jeweils siebenstöckige Gebäude in der zweiten Etage durch verglaste Gangbrücken miteinander verbunden sind. 
- Im Segment 1 sind verschiedene Produktionen des DR beheimatet. Redaktionsräume, große Studios, Produktionsstab, Rezeption, Studiofoyer, Werkstätten und Lager sind hier untergebracht. Das Gebäude ist mit seinen 51.000 m² und 385 Räumen das größte Segment.[2]
- Das Segment 2 ist unter anderem das Sendezentrum für Nachrichten- und Sportprogramme sowie den Radiokanal DR P3. In dem Haus verteilen sich 391 Räume auf 32.000 m².[3] Aus dem dortigen DR Nyheders Nyhedscenter wurde am 19. November 2006 erstmals Dänemarks meistgesehenes Nachrichtenmagazin, die seit 1965 gesendeten TV Avisen, ausgestrahlt.[4]
- Das Segment 3 beherbergt DR København, die Verwaltung und interne Servicebereiche. Mit 80 Räumen auf 17.000 m² ist das Gebäude das kleinste Segment.[5]
- Im vierten Segment, dem 2009 eröffneten DR Konzerthuset, sind neben dem Konzertsaal etwa 200 Räume auf einer Fläche von 26.000 m² untergebracht.[6]

## Planung und Bau

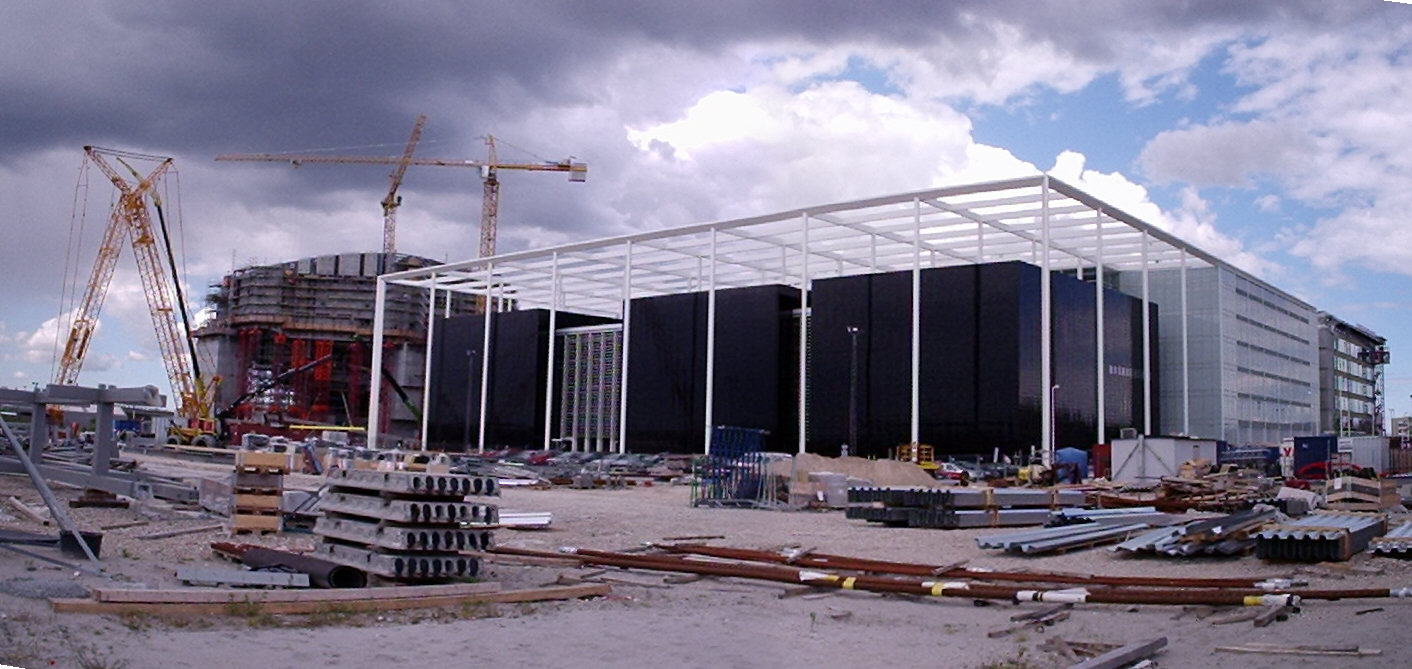
Bauphase im Juni 2006

Der Architektenwettbewerb für den Gesamtkomplex wurde vom Architektenbüro Vilhelm Lauritzen A/S gewonnen, das auch für die Vorgänger-Bauten Radiohuset und TV-Byen verantwortlich war, während das Konzerthaus vom Büro des französischen Architekten Jean Nouvel entworfen wurde. Den Bau begleiteten ökonomische Probleme, bei denen vor allem das Konzerthaus aus dem Rahmen fiel. Das Budget wurde mehrfach überschritten und lag am Ende bei über drei Milliarden dänischen Kronen. Als Folge der Budgetüberschreitungen wurde der Generaldirektor 2004 durch einen neuen ersetzt, der umgehend Sparmaßnahmen einleitete und über 300 Mitarbeiter entließ.